# 트르보블레

트르보블레의 위치

트르보블레(슬로베니아어: Trbovlje, 독일어: Trifail 트리파일[*])는 슬로베니아의 도시로 면적은 58.0km2, 인구는 18,255명(2002년 기준), 인구 밀도는 314.7명/km2이다.